# Les Acteurs anonymes
Pour plus de détails, voir Fiche technique et Distribution.
Les Acteurs anonymes est un film français réalisé par Benoît Cohen, sorti en 2001.

## Fiche technique
- Titre : Les Acteurs anonymes
- Réalisation : Benoît Cohen
- Scénario : Benoît Cohen, Marc Habib et Éléonore Pourriat
- Pays d'origine :  France
- Date de sortie : 2001

## Distribution
- Chantal Banlier : Chantal
- Julien Boisselier : Julien
- Bénédicte Cerruti : Bénédicte
- Mathieu Demy : Mathieu
- Marie-Sophie Ferdane : Marie-Sophie
- Alban Guitteny : Alban
- Gaëla Le Devehat : Gaëla
- Mathias Mlekuz : Mathias
- Éléonore Pourriat  : Éléonore
- Grégoire Tachnakian : Grégoire
- Bruno Wacrenier : Bruno
- Fabio Zenoni : Fabio